# Makrania
Makrania is een geslacht van vlinders van de familie snuitmotten (Pyralidae), uit de onderfamilie Phycitinae.

## Soorten
- M. belutschistanella Amsel, 1959
- M. benderella Amsel, 1961